# Moordcast
Moordcast is een true crime-podcast van Dionne Slagter (ook bekend onder de gebruikersnaam OnneDi) en haar broer Henrik Slagter. Elke week bespreekt de podcast historische moordzaken. 
De podcast was tot april 2022 te beluisteren op alle podcastplatformen, maar is sindsdien exclusief te beluisteren op het Deense streamingsplatform Podimo. In 2023 wist de podcast de grens van honderdduizend abonnees te doorbreken. In totaal zijn er meer dan 200 afleveringen te beluisteren. 
Sinds 2024 maakt Slagter ook de podcast Ooggetuigen. Hierin spreekt ze slachtoffers en nabestaanden van moordzaken die hiermee een stem krijgen na een heftige moordzaak.

## Achtergrond
Dionne en Henrik Slagter begonnen in 2021 met het vertellen van moordverhalen. Slagter was altijd al geïnteresseerd in true crime. Ze begon op haar YouTube-kanaal met  het vertellen van een moordverhaal tijdens het opmaken met make-up. Het management van Slagter raadde haar aan een podcast erover te starten. Al snel werd het succes van de podcast groter dan de video's op YouTube. In de eerste aflevering namen Dionne en Henrik de luisteraar mee over een zaak van de Amerikaanse schoondheidskoningin JonBenét Ramsey. Ramsey had dezelfde leeftijd als Dionne, waardoor ze geïnteresseerd raakte in het verhaal achter de moord. De eerste tachtig afleveringen van Moordcast heeft Dionne Slagter allemaal zelf onderzocht. Ze doet veel onderzoek naar de feiten voordat een aflevering wordt gepubliceerd.

## Inhoud
In Moordcast wordt een moordzaak van a tot z besproken. Het is een verhalende podcast. Doordat in de gegeven bronnen niet alles bekend is, wordt soms een voorstelling gemaakt van hoe een nasleep van een moord eruit heeft gezien.
De podcast behandelt vooral buitenlandse zaken. Nederlandse moordzaken worden alleen behandeld als er toestemming is gegeven van nabestaanden. Een voorbeeld van een Nederlandse moordzaak die is behandeld, is die van Ichelle van de Velde, die door een vriendin om het leven is gebracht.

## Prijzen en nominaties
| Prijs            | Jaar | Resultaat   |
| ---------------- | ---- | ----------- |
| Gouden RadioRing | 2023 | Genomineerd |
| Gouden RadioRing | 2024 | Genomineerd |